# Verwaltungsgemeinschaft Beilrode

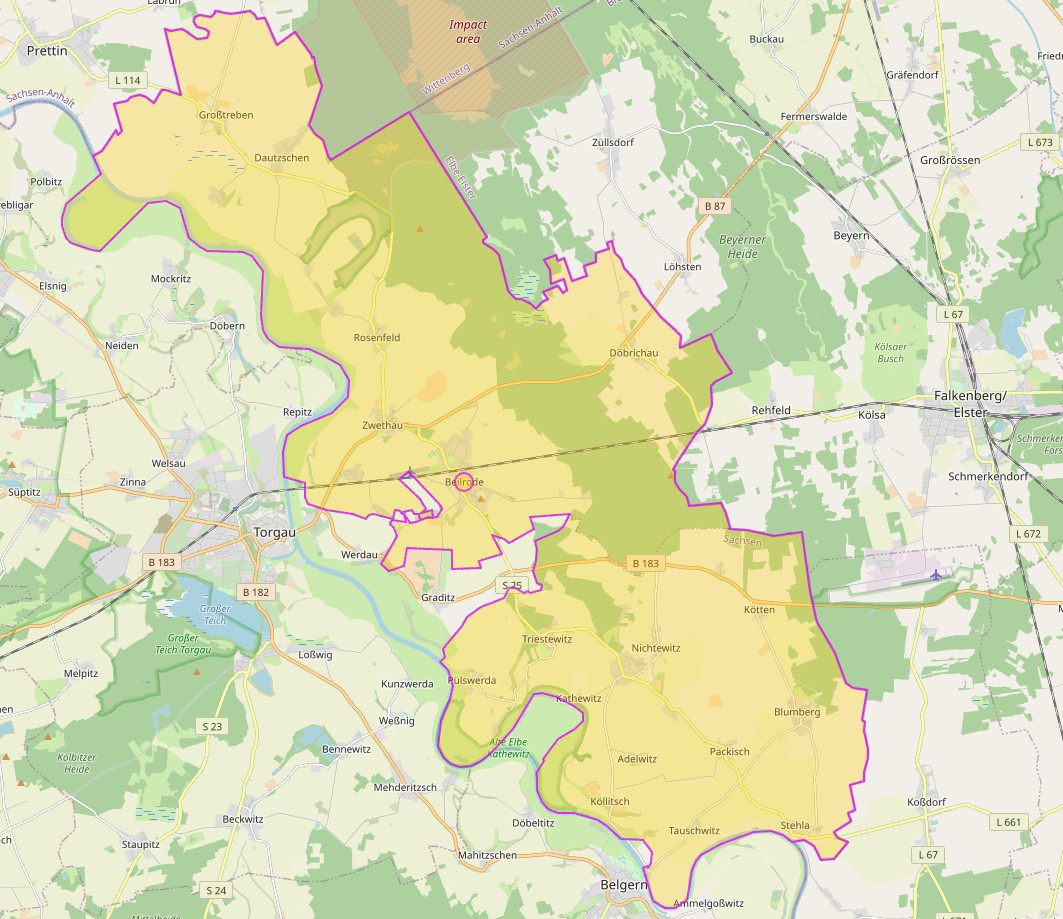
Verwaltungsgemeinschaft Beilrode

In der Verwaltungsgemeinschaft Beilrode aus dem Landkreis Nordsachsen im Freistaat Sachsen haben sich zwei Gemeinden zur Erledigung ihrer Verwaltungsgeschäfte zusammengeschlossen. Erfüllende Gemeinde und Verwaltungssitz der Verwaltungsgemeinschaft ist Beilrode.
Die Verwaltungsgemeinschaft entstand am 17. Dezember 1990 mit den Mitgliedsgemeinden Arzberg, Döbrichau, Großtreben, Zwethau und Beilrode. Im Jahr 1994 vereinigten sich Großtreben und Zwethau zu Großtreben-Zwethau, die bis zur Eingemeindung zum 1. Januar 2011 nach Beilrode in der Verwaltungsgemeinschaft verblieb. Döbrichau wurde am 1. Januar 1999 nach Beilrode eingemeindet und schied damit ebenfalls aus der Verwaltungsgemeinschaft aus, sodass ihr heute nur noch Arzberg und Beilrode angehören.

## Mitgliedsgemeinden
- Arzberg mit den Ortsteilen Adelwitz, Arnsberk, Blumberg, Elsterberg, Heidehäuser, Kamitz, Kathewitz, Kaucklitz, Köllitsch, Kötten, Nichtewitz, Ottersitz, Packisch, Piestel, Prausitz, Pülswerda, Stehla, Tauschwitz und Triestewitz
- Beilrode mit den Ortsteilen Dautzschen, Döbrichau, Döhlen, Eulenau, Großtreben, Kreischau, Last, Neubleesern, Rosenfeld und Zwethau